# Éruption de tornades le 31 mai 1985 en Ontario, Ohio, Pennsylvanie et New York
L’éruption de tornades le 31 mai 1985 en Ontario, Ohio, Pennsylvanie et New York est une série de tornades qui se sont développées au nord et au sud des lacs Érié et Ontario le 31 mai 1985. Une importante dépression printanière a amené de l'air doux et instable sur cette région tout en fournissant des déclencheurs dynamiques pour développer des orages violents au cours de la journée qui sera localement connue comme le « Vendredi noir ».
En Ontario, treize tornades ont touché le sud de la province, faisant 12 morts et 224 blessés. Il s'agit de l'un des plus importants et des plus meurtriers évènements du genre dans cette province et au Canada. La plus importante de celles-ci, une F4 dans l’échelle de Fujita, a frappé la ville de Barrie en après-midi. Au sud des lacs, trente tornades ont frappé les États de l’Ohio, de la Pennsylvanie et de New York, dont une tornade de force F5, le maximum de l'échelle, qui a presque complètement détruit la petite ville de Wheatland en Ohio. Il s'agit de l’éruption de tornades la plus importante de l'histoire dans cette région. Elles ont fait un total de 88 morts.

## Situation météorologique

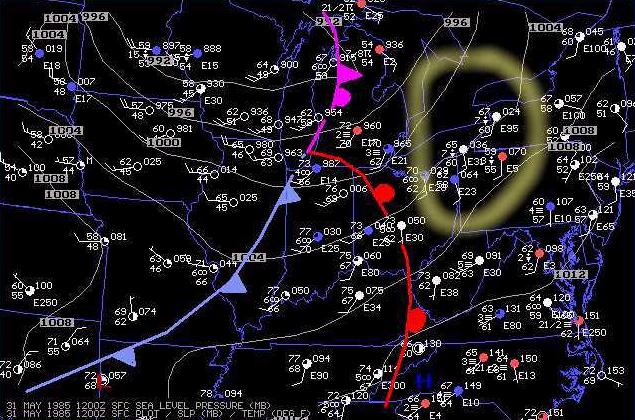
Carte de surface le matin du 31 mai 1985

Une dépression météorologique de 984 hPa traversait le nord des Grands Lacs tout en poussant une masse d'air chaud et humide du Michigan vers le sud de l'Ontario. Les températures de surface dans le secteur chaud sont montées à plus de 25 °C pendant que de l'air plus frais et sec s'infiltrait en altitude près du front froid au sud-ouest de la dépression. Le tout donnait de l'air très instable dont l'indice de soulèvement était de −6 et celui de Showwalter était de -8, propice au développement d'orages particulièrement intenses. 
De plus, le cisaillement des vents avec l'altitude était important, non seulement en vitesse mais également en direction, donnant une valeur d'hélicité permettant d'anticiper la formation de tornades. La situation était encore plus explosive avec l'arrivée d'une langue d'air plus humide dans le secteur chaud permettant la formation d'orages supercellulaires à haut taux de précipitations. 
Il ne manquait plus que l'approche du front froid pour déclencher les orages, ce dernier ayant déjà servi la même fonction la journée précédente à l'ouest de Grands Lacs,. Les orages furent d'abord isolés dès le petit matin et une faible tornade de force F0 (120 à 180 km/h) fut signalée le matin près de Leamington (Ontario). L'orage produisit également de la grosse grêle sur l'extrême sud-ouest de l'Ontario.

Boucle des images dans le spectre visible montrant l'évolution des nuages durant la journée

Le front froid a traversé le lac Huron vers midi, organisant la convection à mesure que le soleil réchauffait atmosphère dans le secteur chaud au ciel dégagé. Vers 13 h 30 locale, une ligne orageuse affectait tout le sud-ouest de l'Ontario. L'orage le plus au nord devint rapidement dominant et le Service météorologique du Canada émit une première alerte d'orages violents à 14 h 25 pour le comté de Bruce. Vingt-cinq minutes plus tard une tornade de force F2 (180 à 250 km/h) frappait brièvement dans la région de Lion's Head de Wiarton (Ontario). Le front déclenchait en même temps des orages au sud de la frontière en Ohio. 
Le système a traversé tout le sud de l'Ontario et les États au sud des lacs Érié et Ontario au cours de l'après-midi et du début de la soirée. La dernière tornade a frappé Tobyhanna, Pennsylvanie, à 22 h 5 locale et une faible tornade à Norfolk (New York) a été celle la plus à l'est,.
| TOTAL | F0 | F1 | F2 | F3 | F4 | F5 |
| ----- | -- | -- | -- | -- | -- | -- |
| 43    | 4  | 11 | 7  | 12 | 8  | 1  |

## Tornades en Ontario
| Province | Total | Ville ou comté    | Nombre |
| -------- | ----- | ----------------- | ------ |
| Ontario  | 12    | Ville de Barrie   | 8      |
| Ontario  | 12    | Comté de Dufferin | 2      |
| Ontario  | 12    | Comté de Simcoe   | 2      |

À peu près au moment où la tornade Lion's Head se terminait, deux orages violents se sont développés le long du front de la brise venant du lac Huron. Le premier à l'est de Clinton (Ontario) et l'autre plus au nord dans la région de Walkerton. Ceux-ci se sont transformés en énormes orages supercellulaires au cours de l'heure suivante, générant des familles de tornades. 
En tout, ces tornades ont blessé des centaines de personnes, détruit ou endommagé plus de 1 000 immeubles et tué 12 personnes. Plusieurs communautés ont été touchées, en particulier Barrie, Grand Valley, Orangeville et Tottenham. Cet épisode de temps violent est le plus souvent connu comme la « tornade de Barrie » car cette ville a souffert du plus grand nombre de morts et des plus grands dégâts.

### Tornade de Barrie

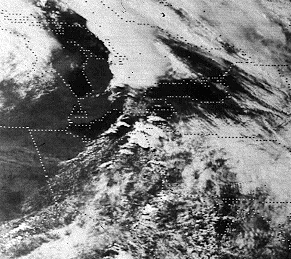
Image du satellite météorologique montrant l'orage aux portes de Barrie

La cellule du nord a été particulièrement active. La seconde tornade de la journée en Ontario a frappé juste au sud de Hopeville, donnant des dommages jusqu'à la force d'une F3, le long de sa trajectoire de 17 kilomètres. Un troisième vortex a ensuite touché juste au nord de Corbetto, dans le comté de Dufferin, à 16 h 15 locale. Il n'est pas sûr qu'il s'agissait d'une seule tornade ou de deux successives mais elle avait la puissance d'une F3 et a parcouru 40 kilomètres à travers champs, détruisant quand même quelques maisons surtout  près de Terra Nova et de Mansfield.
Toujours avec le même orage, la série s'est ensuite poursuivie avec une brève tornade à Angus avant que la tornade principale de la journée ne fasse son apparition. L'entonnoir nuageux a commencé son sillon dans le sud du comté de Simcoe, à moins de 10 km de l'intersection au sud-ouest de l’autoroute 400 et la limite de l'agglomération de Barrie. Quelques instants après 16 h 30, le courant a été coupé dans la ville alors que la tornade faisait voler en éclats plusieurs transformateurs électriques en périphérie. Elle passa ensuite à travers une plantation de pins, cassant et renversant un très grand nombre d’arbres, certains de ceux-ci s’élevant jusqu’à dix mètres de hauteur. La largeur du corridor de dégâts était de 600 mètres et la tornade se dirigeait vers le nord-est tout en s’intensifiant. 
Juste avant 17 h, elle est entrée dans la partie sud de la ville. Il pleuvait abondamment et les vents soulevaient de la poussière ce qui rendait la visibilité presque nulle. La tornade frappa les quartiers de Crawford Street et de Patterson Road, produisant des dégâts importants car elle était de force 3 à 4 (F3 à F4) à ce moment. Trois personnes furent tuées dans autant de maisons quand celles-ci furent littéralement poussées hors de leurs fondations. 
La tornade s’est ensuite dirigée vers une zone industrielle. Une personne est morte dans ce secteur et au moins seize usines ont été endommagées ou détruites. Des poutres d’acier  complètement tordues et des morceaux de bois ayant transpercé des murs en béton prouvent la violence des vents lors de son passage. Traversant l’autoroute 400 à l’intersection de la route 27, elle a frôlé la piste de course équestre, endommagé une partie des gradins et détruit plusieurs granges dans le secteur. Un cheval fut happé par la tornade mais fut déposé plus loin sans blessure, ce qui lui valut le surnom de « Twister Resistor » (Résistant aux tornades). Plusieurs véhicules sur la route furent soufflés dans le fossé mais seulement quelques personnes furent blessées. Des glissières de sécurité furent retrouvées enroulées sur des poteaux téléphoniques et des trous dans des automobiles furent causés par des débris propulsés par le tourbillon.
La tornade est ensuite passée dans le quartier d’Allandale où plusieurs demeures ont perdu leurs étages supérieurs. La largeur de l’entonnoir nuageux était à ce moment réduite à 300 mètres et il s’est même réduit à 50 mètres un peu plus loin, indiquant un affaiblissement de la tornade. Ce ne fut que temporaire, en arrivant près de la route 11, elle regagna des forces et quatre entrepôts furent rayés de la carte. Elle frappa ensuite Tollendal Woods et Minets Point, faisant quatre morts de plus et détruisant une marina. Près de quarante bateaux et leur ancrage en béton furent soufflés dans le lac Simcoe où il coulèrent. En passant sur le lac à la hauteur de la baie Kempenfelt, la tornade devint brièvement une trombe marine et se dissipa juste avant d’arriver à l’autre rive. 
Peu des habitants de Barrie étaient au courant des alertes météorologiques en vigueur. Huit personnes sont mortes et 155 ont été blessées. Le compte aurait pu être plus élevé dans les zones touchées si plusieurs commerces et bureaux n'avaient fermés tôt cet après-midi-là à cause des pannes électriques. La tornade a parcouru 5 km dans la ville de Barrie et son corridor a atteint jusqu'à 600 mètres de largeur, causant pour plus de 100 millions $CAN de dommages.

### Tornade de Grand Valley/Tottenham

Bâtiments de ferme détruits à Grand Valley.

Un peu après 16 h 15, l’orage du sud qui s’était formé près de Clinton a donné une tornade à environ deux kilomètres au nord d’Arthur. Plusieurs lignes et pylônes électriques furent cassés dans cette région rurale. La tornade a pris de l’ampleur et est devenu particulièrement violente en atteignant Grand Valley (en) un peu avant 16 h 30. Large d'environ 200 mètres, elle a laissé un corridor de dégâts dans ce village et tua deux personnes, une dans sa maison et l’autre dans un camion léger. 
Les pires dommages ont été enregistrés sur la rue Amaranth où la bibliothèque municipale, deux églises et plusieurs demeures ont été détruites ou lourdement endommagées. Au total, c’est 40 édifices et structures qui ont été touchés par cette tornade de force F4 (330 à 420 km/h) avant qu’elle poursuivre son chemin vers l’est à travers champs, passant juste au nord de Orangeville, non sans démolir la portion sud d’un mail commercial et blesser 67 personnes, certaines sérieusement.
La tornade a poursuivi son chemin vers Tottenham (en) où elle a endommagé environ vingt édifices, certains récents, à deux kilomètres au sud de la ville vers 17 h. On y a recensé deux décès, un dans une maison et l’autre dans un hangar. Elle a ensuite continué vers l’est-nord-est, traversant l’autoroute 400, vers la région de York. Elle manqua de peu les villes de Newmarket et Bradford (en) avant de quitter le sol à l’ouest de Mount Albert (en) à 17 h 25. Cette tornade a parcouru 115 km, un record canadien.

### Ailleurs
Après 17 h 30, l’activité principale s’est déplacée vers l’est de l’Ontario. Plusieurs tornades ont été répertoriées le long de la route 7 entre Lindsay et Madoc, près des villes de Wagner Lake (F1), Reaboro (F1), Ida (F2) et Rice Lake (F3). Celles-ci ont eu des trajectoires beaucoup plus courtes alors que les supercellules responsables commençaient à faiblir. Elles firent peu la manchette, la tornade de Barrie ayant déjà accaparé les médias.
Il y eut également un autre tornade importante dans l’est du comté de Perth, dans le sud-ouest de la province au même moment. Elle frappa près de Milverton vers 18 h 15 et causa des dommages sur 33 kilomètres, certains au niveau de F3, jusqu’à Hillsburgh. Sa trajectoire fut parallèle à celle de Grand Valley/Tottenham, deux heures auparavant.

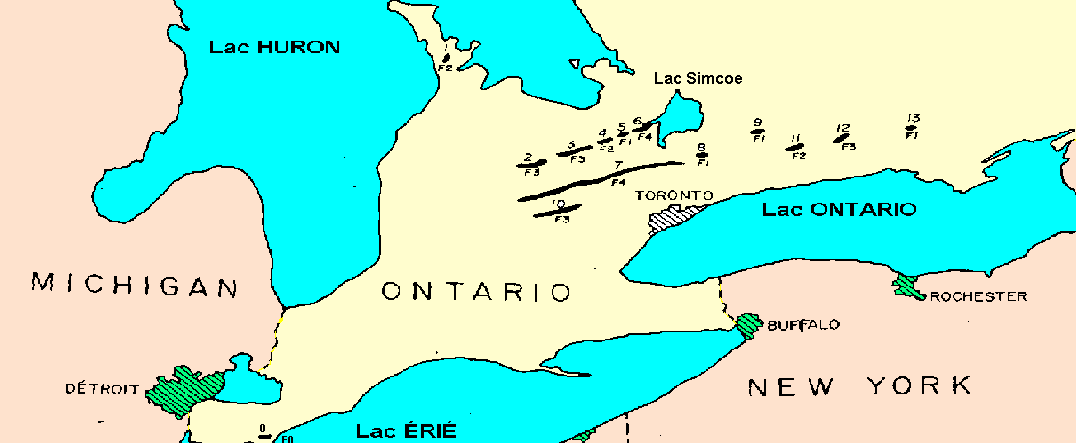
Carte de la trajectoires des tornades en Ontario seulement

| F#                                                  | Lieux affectés                                                | Comté ou municipalité régionale    | Temp TUC    | Longueur de la trajectoire | Dommages/ mortalité | Numéro sur la carte |
| --------------------------------------------------- | ------------------------------------------------------------- | ---------------------------------- | ----------- | -------------------------- | ------------------- | ------------------- |
| F0                                                  | Leamington                                                    | Essex                              | inconnu     | inconnu                    |                     | 0                   |
| F2                                                  | Rush Cove (N de Wiarton)                                      | Bruce                              | 18h50       | inconnu                    |                     | 1                   |
| F3                                                  | N de Hopeville                                                | Grey                               | 20h00-20h15 | 17 km                      |                     | 2                   |
| F3                                                  | Mansfield à Borden Peut être une ou deux tornades en séquence | Dufferin, Simcoe                   | 2015        | 40 km                      |                     | 3 et 4              |
| F0                                                  | N de Alliston/Essa                                            | Simcoe                             | 20h15-20h30 | 1 km                       |                     | 5                   |
| F4                                                  | N de Arthur à ouest de Mount Albert                           | Wellington, Dufferin, Simcoe, York | 20h15       | 115 km                     | 4 morts             | 7                   |
| F4                                                  | Barrie                                                        | Simcoe                             | 20h30       | 10 km                      | 8 morts             | 6                   |
| F1                                                  | Wagner Lake                                                   | Durham                             | 22h00-22h30 | inconnu                    |                     | 8                   |
| F1                                                  | Reaboro                                                       | Peterborough                       | 22h00-22h30 | inconnu                    |                     | 9                   |
| F2                                                  | Ida                                                           | Peterborough                       | 22h00-22h30 | inconnu                    |                     | 11                  |
| F3                                                  | Rice Lake                                                     | Northumberland                     | 22h00-22h30 | inconnu                    |                     | 12                  |
| F1                                                  | Minto                                                         | Wellington                         | 22h00-22h30 | inconnu                    |                     | 13                  |
| F3                                                  | Alma à Hilsburgh                                              | Wellington                         | 22h15       | 33 km                      |                     | 10                  |
| Sources: Tornado History Project Storm Data et NOAA |                                                               |                                    |             |                            |                     |                     |

## Tornades aux États-Unis
| État         | Total | Comté ou ville | Nombre de morts |
| ------------ | ----- | -------------- | --------------- |
| Ohio         | 11    | Licking        | 1               |
| Ohio         | 11    | Trumbull       | 10              |
| Pennsylvanie | 65    | Beaver         | 3               |
| Pennsylvanie | 65    | Butler         | 6               |
| Pennsylvanie | 65    | Crawford       | 11              |
| Pennsylvanie | 65    | Erie           | 12              |
| Pennsylvanie | 65    | Forest         | 7               |
| Pennsylvanie | 65    | Lycoming       | 2               |
| Pennsylvanie | 65    | McKean         | 4               |
| Pennsylvanie | 65    | Mercer         | 8               |
| Pennsylvanie | 65    | Northumberland | 2               |
| Pennsylvanie | 65    | Venango        | 8               |
| Pennsylvanie | 65    | Union          | 2               |
| Total        | 76    |                |                 |

L’activité orageuse a débuté un peu plus tard au sud du lac Érié. Les premiers orages ont éclaté dans le nord de l’Ohio entre 15 et 16 h locale, près de Cleveland. À 16 h 10, le bureau régional du National Weather Service a émis une première alerte d'orages violents pour le comté d'Ashtabula. La convection s’est ensuite rapidement développée et à 16 h 25, la première alerte de tornade était émise (alerte no 211 de la saison). Les orages ont duré jusqu’en soirée, grosso modo d’ouest en est.
Trente tornades ont été répertoriées dans les États de l’Ohio, la Pennsylvanie et de New York, dont une F5 et quatre F4. Ces tornades ont tué soixante-seize personnes en Ohio et Pennsylvanie,. En Pennsylvanie, il s’agit du plus grand nombre de morts par tornade en une journée, soit soixante-cinq,. En Ohio, c’est le pire événement depuis la tornade de Xenia qui a fait trente-sept morts lors du Super Outbreak des 3-4 avril 1974. En 2009, il s’agissait toujours de la troisième plus coûteuse éruption de tornades de l’histoire des États-Unis avec des dégâts de 450 millions $US de 1985.

### Tornade de Niles/Wheatland
La plus forte tornade a débuté sur les terrains de l’arsenal de Ravenna dans l’est du comté de Portage en Ohio vers 18 h 35. En progressant vers l’est est a atteint la force d’une F5 (vents de plus de 420 km/h) en traversant le comté de Trumbull. La tornade avait alors une largeur de 800 mètres. Elle a rasé une bonne partie des petites villes de Newton Falls et Niles, tuant neuf personnes dans le centre-ville de cette dernière. En poursuivant son chemin, elle a ensuite traversé en Pennsylvanie où elle a détruit pratiquement toute la ville de Wheatland et tué sept autres personnes. Comme exemple de sa puissance, l’entonnoir passa sur le stationnement du commerce Wheatland Sheet and Tube et arracha même l’asphalte. Après avoir parcouru environ 66 km, elle s’est finalement dissipée juste au sud de la ville de Mercer. Elle a détruit plus de mille maisons et blessés des centaines de personnes.

### Tornade de Jamestown
La tornade la plus meurtrière a débuté près de Jamestown (Pennsylvanie) vers 17 h 20. Cette F4 a tué vingt-quatre personnes et fut la plus meurtrière. Elle a persisté durant plus d’une heure, détruisant la petite ville de Atlantic et endommageant lourdement Cochranton, Cherry Tree, Cooperstown et Tionesta tout en faisant des victimes dans ces villes et dans un parc de maisons mobiles au nord de Franklin. Elle a détruit 371 demeures le long de sa trajectoire.

### Autres tornades

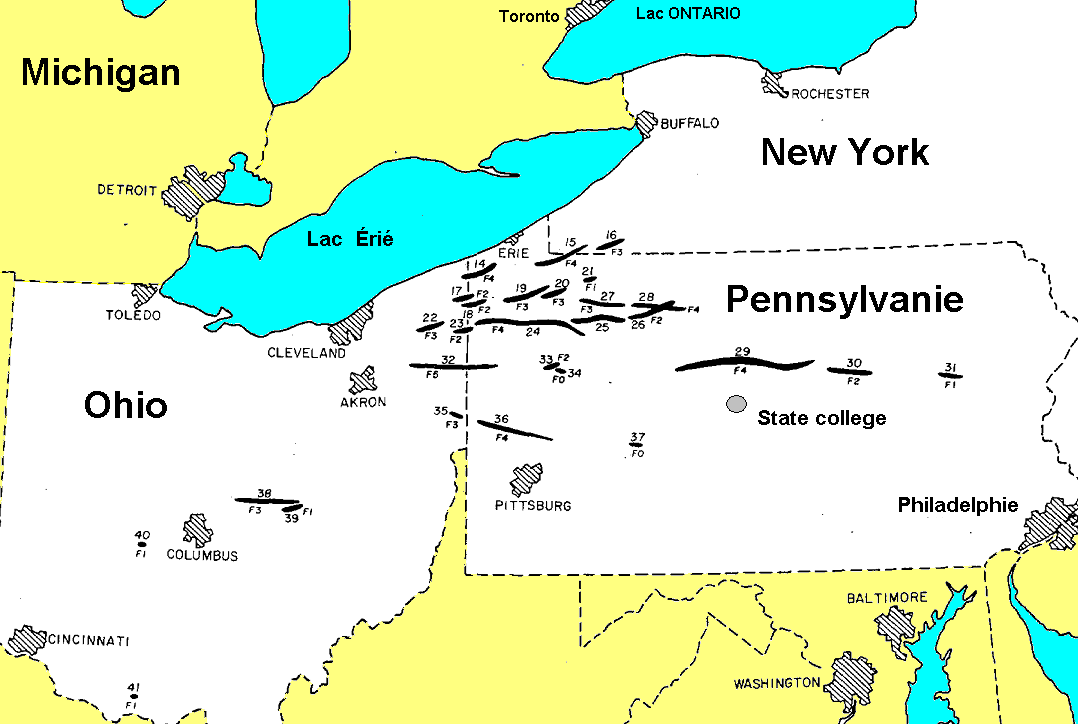
Trajectoire des tornades aux États-Unis. Il manque deux tornades, une dans l'est de l'État de New York et l'autre dans l'extrême est de la Pennsylvanie

Une famille de tornades provenant du même orage supercellulaire est passée au nord de State College en Pennsylvanie. Une de celles-ci est devenue une des plus impressionnantes tornades du XXe siècle. Avec une trajectoire de 110 km de longueur et une intensité de F4, elle est passée dans une zone forestière. La tornade a traversé la branche ouest du fleuve Susquehanna deux fois durant sa vie de quatre-vingt-dix minutes et traversant un terrain fait de montagnes et de vallées des forêts d'état de Moshannon et Sproul. Sa largeur maximale estimée était 3,5 km mais elle était en moyenne de 800 mètres. La tornade a détruit au moins 90 000 arbres mais n’a fait qu’un seul blessé dans cette zone sauvage.
Des vibrations ont été enregistrées par les sismomètres de la région. Sur l’affichage du radar météorologique WSR-57 de State College, un écho en crochet, signe de tornade, était parfaitement  visible et un pic de réflectivités causé par les débris d’arbres a même été vu.
Tard en soirée, quelques tornades ont traversé la frontière dans l’État de New York dans le sud des comtés de Chautauqua et Cattaraugus. Une de celles-ci était d’intensité F4 et l’autre F3. Elles ont fait vingt blessés mais aucun mort. Une dernière faible tornade, complètement isolée des autres a frappé vers 22 h 30 à l’est du lac Ontario dans le même État.
| F#                                                                                                 | Lieu de début                                                     | Comté                                                                | Temps TUC | Longueur de la trajectoire | Mortalité | Numéro sur la carte |
| -------------------------------------------------------------------------------------------------- | ----------------------------------------------------------------- | -------------------------------------------------------------------- | --------- | -------------------------- | --------- | ------------------- |
| Ohio                                                                                               |                                                                   |                                                                      |           |                            |           |                     |
| F4                                                                                                 | NE de Monroe Center (OH) à NE de Ivarea (PA)                      | Ashtabula, Érié (PA)                                                 | 2059      | 22,4 km                    | 12 morts  | 14                  |
| F3                                                                                                 | SE de Bundysburg à NE de Colebrooke                               | Trumbull, Ashtabula                                                  | 2105      | 24 km                      |           | 22                  |
| F4                                                                                                 | SE de Cornelion (OH) à SE de Eagle Rock (PA)                      | Trumbull (OH), Mercer (PA), Crawford (PA), Venango (PA), Forest (PA) | 2117      | 89,9 km                    | 16 morts  | 24                  |
| F2                                                                                                 | NE de Dorset (OH) à ouest de Steamburg, PA                        | Ashtabula, Crawford (PA)                                             | 2128      | 16 km                      |           | 17                  |
| F5                                                                                                 | Ouest de Newton Falls, OH à Wheatland (PA) à ouest de Mercer, PA  | Portage (OH), Trumbull (OH), Mercer (PA)                             | 2230      | 75,2 km                    | 18 morts  | 32                  |
| F1                                                                                                 | SO de London                                                      | Madison                                                              | 2306      | 0,8 km                     |           | 40                  |
| F3                                                                                                 | N de Johnstown à ouest de West Carlisle                           | Licking, Coshocton                                                   | 2315      | 46,4 km                    | 1 mort    | 38                  |
| F2                                                                                                 | S de Salem à ouest de East Palestine                              | Columbiana                                                           | 2335      | 24 km                      |           | 35                  |
| F1                                                                                                 | NE de Frazeysburg                                                 | Muskingum, Coshocton                                                 | 2350      | 17,6 km                    |           | 39                  |
| F1                                                                                                 | Ouest de East Sparta                                              | Stark                                                                | 0045      | 0,32 km                    |           |                     |
| F1                                                                                                 | SO de Cedar Mills                                                 | Adams                                                                | 0105      | 3,2 km                     |           | 41                  |
| Pennsylvanie                                                                                       |                                                                   |                                                                      |           |                            |           |                     |
| F2                                                                                                 | SE de Linesville                                                  | Crawford                                                             | 2110      | 6,4 km                     | 1 mort    | 18                  |
| F3                                                                                                 | S de Saegertown à NE de Centerville                               | Crawford                                                             | 2123      | 36,8 km                    | 2 morts   | 19                  |
| F4                                                                                                 | SE de Waterford, PA à SE de Panama, NY                            | Erie, PA, Warren, Chautauqua, NY                                     | 2125      | 44,8 km                    |           | 15                  |
| F3                                                                                                 | S de Centerville                                                  | Crawford                                                             | 2212      | 12,8 km                    |           | 20                  |
| F4                                                                                                 | SE de Shamburg à SO de Owls Nest                                  | Venango, Forest                                                      | 2230      | 46,4 km                    | 7 morts   |                     |
| F1                                                                                                 | S de Pittsfield                                                   | Warren                                                               | 2230      | 8 km                       |           | 21                  |
| F2                                                                                                 | SO de Chaffee à E de Halsey                                       | Forest, Elk, McKean                                                  | 2250      | 30,4 km                    |           | 26                  |
| F3                                                                                                 | S de Tidioute                                                     | Warren                                                               | 2330      | 27,2 km                    |           | 27                  |
| F4                                                                                                 | N de Sabula à NO de Jersey Shore (Tornade de Moshannon et Sproul) | Clearfield, Clinton, Centre                                          | 2335      | 110,4 km                   |           | 29                  |
| F2                                                                                                 | SO de Dotter                                                      | Venango                                                              | 2354      | 9,6 km                     |           |                     |
| F0                                                                                                 | S de Emlenton                                                     | Venango, Clarion                                                     | 2356      | 8 km                       |           | 34                  |
| F4                                                                                                 | NO de Brookston à E de Glen Hazel                                 | Warren, McKean, Elk                                                  | 0000      | 46,4 km                    | 4 morts   | 28                  |
| F3                                                                                                 | NO de Darlington à E de Sarverville                               | Beaver, Butler                                                       | 0010      | 62,4 km                    | 9 morts   | 36                  |
| F3                                                                                                 | NO de Bastress à NE de Springton                                  | Lycoming, Union, Northumberland                                      | 0125      | 30,4 km                    | 6 morts   | 30                  |
| F0                                                                                                 | Ouest de Manor                                                    | Indiana                                                              | 0153      | 9,6 km                     |           | 37                  |
| F1                                                                                                 | NO de Freeland                                                    | Luzerne                                                              | 0245      | 17,6 km                    |           | 31                  |
| F1                                                                                                 | NO de Tobyhanna                                                   | Monroe                                                               | 0405      | 0,32 km                    |           |                     |
| New York                                                                                           |                                                                   |                                                                      |           |                            |           |                     |
| F3                                                                                                 | E de Jamestown                                                    | Chautauqua                                                           | 2225      | 20,8 km                    |           | 16                  |
| F1                                                                                                 | N de Norfolk                                                      | St. Lawrence                                                         | 0230      | 8 km                       |           |                     |
| Sources: Tornado History Project Storm Data, NOAA et le département des transports de Pennsylvanie |                                                                   |                                                                      |           |                            |           |                     |

### Sources
- (en) Cet article est partiellement ou en totalité issu de l’article de Wikipédia en anglais intitulé « 1985 United States – Canadian tornado outbreak » (voir la liste des auteurs).

- (en) Cet article est partiellement ou en totalité issu de l’article de Wikipédia en anglais intitulé « 1985 Barrie tornado outbreak » (voir la liste des auteurs).